# Supernatural (14.ª temporada)
A décima quarta temporada de Supernatural, uma série de televisão americana de fantasia sombria criada por Eric Kripke, foi encomendada pela The CW em 2 de abril de 2018, estreou em 11 de outubro de 2018 e concluída em 25 de abril de 2019, contando com 20 episódios. A temporada foi produzida pela Warner Bros. Television e Wonderland Sound and Vision, com Andrew Dabb e Robert Singer como showrunners, sendo essa a terceira temporada no comando deles. A temporada foi ao ar na temporada de transmissão de 2018-19 às noites de quinta-feira às 20h00, horário do leste dos EUA.
O décimo terceiro episódio da temporada marca o 300.º episódio da série.
Esta é a última temporada a contar com Mark Pellegrino como Nick no elenco principal desde sua promoção na décima segunda temporada.
A décima quarta temporada estrela Jared Padalecki como Sam Winchester, Jensen Ackles como Dean Winchester, Mark Pellegrino como Nick, Alexander Calvert como Jack Kline e Misha Collins como Castiel.
A temporada terminou com uma média de 2.07 milhões de espectadores e ficou classificada em 159.º lugar na audiência total e classificada em 127.º no grupo demográfico de 18 a 49 anos.

## Enredo
Três semanas após Miguel possuir Dean, o arcanjo está confrontando indivíduos de todas as espécies diferentes, questionando seus desejos e rejeitando-os como sem esperança, até que ele encontra um vampiro que expressa seu desejo de comer. Elogiando seu desejo como puro, Miguel decide elevar monstros acima da humanidade e começa a fazer experiências com a graça de arcanjo e monstros, tornando-os imunes às suas antigas fraquezas. Sam, Bobby e Mary rastreiam Miguel, e ele aparentemente deixa o corpo de Dean depois de ficar irritado com a resistência de Dean. Enquanto isso, Jack fica doente devido à perda de seus poderes e morre mais tarde, sua alma ascendendo ao céu. Mas a Sombra sendo do Vazio, acreditando que a alma de Jack pertence a ela e irritada com Castiel por escapar dela, ataca o Céu e faz um acordo com Castiel para tomar o anjo no lugar de Jack, mas apenas quando Castiel se permite ser feliz novamente.

## Elenco e personagens
| - Jared Padalecki como Sam Winchester - Jensen Ackles como Dean Winchester / Michael - Mark Pellegrino como Nick / Lúcifer - Alexander Calvert como Jack Kline - Misha Collins como Castiel | - Jim Beaver como Bobby Singer - DJ Qualls como Garth Fitzgerald IV - Jeffrey Dean Morgan como John Winchester |

### Participações
- Samantha Smith como Mary Winchester[11]
- Danneel Ackles como Irmã Jo / Anael[11]
- Katherine Evans como Maggie[12]
- Dean Armstrong como Kip[13]
- Meganne Young como Lydia Crawford[14]
- Kim Rhodes como Jody Mills[15]
- Yadira Guevara-Prip como Kaia Nieves[16]
- Genevieve Buechner como Samantha Juarez[17]
- Aaron Paul Stewart como Dirk Winchell[17]
- Kurt Ostlund como Stuart Blake[17]
- Leah Cairns como Sasha Rawling[18]
- Chris Patrick-Simpson como Neil[18]
- Thomas Nicholson como Daniel Singer[18]
- Maddie Phillips como Harper Sayles[19]
- Felicia Day como Charlie Bradbury do mundo do apocalipse[20]
- Ruth Connell como Rowena MacLeod[15]
- Dimitri Vantis como Sergei / Shaman[21]
- Erica Cerra como Dumah / The Shadow[22]
- Veronica Cartwright como Lily Sunder[23]
- Amanda Tapping como Naomi[23]
- Courtney Ford como Kelly Kline[22]
- David Haydn-Jones como Arthur Ketch[24]
- Felisha Terrell como Michael do mundo do apocalipse[9]
- Traci Dinwiddie como Pamela Barnes[25]
- Lisa Berry como Billie / Morte[26]
- Briana Buckmaster como Donna Hanscum[27]
- Nelson Leis como Jeff / Abraxas[28]
- Keith Szarabajka como Donatello Redfield[29]
- Kurt Fuller como Zachariah[30]
- Skylar Radzion como Max[31]
- Zenia Marshall como Stacy[31]
- Cory Grüter-Andrew como Eliot[31]
- Philippe Bowgen como Noah Ophis[32]
- Caitlin Ashley-Thompson como Sunny Harrington[33]
- Bill Dow como Chip Harrington[33]
- Kimberley Shoniker como Cindy Smith[34]
- Phillip Lewitski como Tom Romero[35]
- Adam Beach como Mason Romero[36]
- Chilton Crane como Mrs. Kline
- Rob Benedict como Chuck Shurley / Deus

Notas de elenco
1. ↑  Pellegrino só é creditado nos episódios em que ele aparece.
2. ↑  Calvert só é creditado nos episódios em que ele aparece.
3. ↑  Collins só é creditado nos episódios em que ele aparece.

## Episódios
| N.º na série | N.º na temp. | Título                       | Dirigido por        | Escrito por                        | Exibição original      | Cód. de produção | Audiência (milhões) |
| --- | ------------ | ---------------------------- | ------------------- | ---------------------------------- | ---------------------- | ---------------- | ------------------- |
| 288 | 1            | "Stranger in a Strange Land" | Thomas J. Wright    | Andrew Dabb                        | 11 de outubro de 2018  | T13.21151        | 1.49                |
| Nas semanas desde sua possessão do corpo de Dean, Michael/Miguel começou a visitar várias pessoas e fazer a pergunta "o que você quer?" enquanto ele tenta descobrir a resposta em relação a si mesmo. Uma dessas pessoas é o anjo Anael, que voltou à vida na Terra após a partida de Lúcifer do céu. Anael mais tarde liga para Sam para avisá-lo de que Michael está se aliando a vampiros. Enquanto isso, Jack está lutando para se adaptar à vida como um humano sem seus poderes. Sam é o líder de uma nova rede de caçadores e anda maltrapilho em busca de Dean. Sam descobre com a ex-casca de Lúcifer, Nick, que sobreviveu à morte de Lúcifer, que Michael planeja "fazer certo desta vez", mas nada mais. Na tentativa de encontrar Dean, Castiel se encontra com o demônio Kip, que embosca Castiel na esperança de fazer um acordo com Sam para se tornar o novo Rei do Inferno. Depois de uma grande briga, Sam mata Kip e deixa claro para os demônios restantes que não haverá mais Reis do Inferno. Os demônios então fogem com medo. |              |                              |                     |                                    |                        |                  |                     |
| 289 | 2            | "Gods and Monsters"          | Richard Speight Jr. | Eugenie Ross-Leming & Brad Buckner | 18 de outubro de 2018  | T13.21152        | 1.53                |
| Ainda lutando sem seus poderes, Jack visita seus avós para encontrar uma conexão familiar. Ele descobre mais sobre sua mãe, mas não consegue contar aos avós quem ele é ou que Kelly está morta. Nick se torna mais agressivo e começa a exibir comportamentos de Lucifer, fazendo com que Castiel suspeite que Lucifer causou mais danos à psique de Nick do que se pensava. Ao saber que os assassinatos brutais de sua esposa e filho nunca foram resolvidos, Nick decide se vingar. Nick visita seu antigo vizinho Arty, a única testemunha, para obter respostas. Depois de descobrir o que sabe, Nick mata Arty com um martelo, da mesma forma que sua família foi assassinada. Michael realiza experimentos para aprimorar monstros usando a graça de anjo, queimando um ninho de vampiros no processo. Os experimentos de Michael chamam a atenção de Sam, Bobby e Mary Winchester, que investigam enquanto Michael faz um acordo com uma matilha de lobisomens para construir um exército de monstros e exterminar a raça humana. Os lobisomens aprimorados de Michael atacam os caçadores e provam ser imunes à prata. Após a luta, Dean chega de repente com Michael não possuindo mais seu corpo, tendo partido por conta própria. |              |                              |                     |                                    |                        |                  |                     |
| 290 | 3            | "The Scar"                   | Robert Singer       | Robert Berens                      | 25 de outubro de 2018  | T13.21153        | 1.39                |
| Para entender por que Michael deixou o corpo de Dean, Castiel localiza uma memória de Michael sendo atacado por uma figura encapuzada com uma lança que os Winchesters reconhecem como o assassino de Kaia Nieves no The Bad Place. Os Winchesters se juntam a Jody Mills, que tem investigado uma série de assassinatos em que as vítimas, reveladas ser os monstros aprimorados de Michael, todas têm cicatrizes que combinam. Os Winchesters e Jody capturam a figura encapuzada, que eles percebem ser a Kaia, mas a do The Bad Place. Ela também é uma caminhante dos sonhos e tem compartilhado visões com a Kaia desse mundo por toda a vida. Quando os vampiros aprimorados de Michael atacam, Kaia salva suas vidas. Dean confessa a Sam que se culpa pela violência de Michael. Jack, sentindo-se inútil sem seus poderes, tenta deixar o bunker, mas se interessa por uma jovem chamada Laura resgatada de uma bruxa que está inexplicavelmente envelhecendo até a morte. Embora Laura morra, Jack junta pistas que ela contou a ele sobre as ações da bruxa para restaurar sua força de vida. Castiel parabeniza Jack por salvar Laura sem seus poderes e Jack esconde o fato de que agora está tossindo sangue. |              |                              |                     |                                    |                        |                  |                     |
| 291 | 4            | "Mint Condition"             | Amyn Kaderall       | Davy Perez                         | 1 de novembro de 2018  | T13.21154        | 1.46                |
| No Halloween, Sam tira Dean de seu quarto, onde ele está se escondendo e assistindo filmes de terror, para investigar um caso em Salem, Ohio onde uma figura de ação ganhou vida e atacou seu dono, Stuart. Depois que Stuart e Dean são atacados por uma figura invisível com uma serra elétrica, é determinado que eles estão lidando com o espírito vingativo de um dono de loja de quadrinhos que está com raiva de Stuart por sempre roubar da loja. Possuindo uma figura em tamanho real do personagem de filme de terror favorito de Dean, David Yaeger, o fantasma ataca Dean no hospital onde ele está protegendo Stuart. Sam consegue destruir o fantasma e depois revela que odeia o Halloween por causa de um evento traumático em sua infância, onde ele ficou envergonhado na frente de uma garota de quem gostava. No hospital, um segurança nota as luzes piscando e o boneco recita sua frase de efeito "travessura ou travessura", sugerindo que o fantasma pode não ter realmente sumido. |              |                              |                     |                                    |                        |                  |                     |
| 292 | 5            | "Nightmare Logic"            | Darren Grant        | Meredith Glynn                     | 8 de novembro de 2018  | T13.21155        | 1.43                |
| Enquanto trabalhava em seu primeiro caso solo, Maggie desaparece. De sua câmera corporal, Sam e Dean descobrem que Maggie foi emboscada pelo que parecia ser um ghoul. Investigando, eles descobrem que sua mãe e Bobby estão investigando o mesmo caso. Os quatro descobrem o corpo de outro caçador e manifestações que os levam a suspeitar que o dono da casa, que está em coma após um aparente derrame, é um médium que dobra a realidade ao seu redor. Enquanto Sam resgata Maggie do sótão e Mary e Bobby enfrentam uma manifestação do filho morto de Bobby, Daniel, na floresta, Dean percebe que a enfermeira do dono da casa, Neil, é um djinn, aprimorado pelos experimentos de Michael. Neil revela que ele foi deixado como uma armadilha para caçadores por Michael e que existem dezenas de armadilhas semelhantes por todo o lugar. Depois de se provar misteriosamente imune aos poderes de Neil, Dean é capaz de matá-lo, encerrando as manifestações de Neil. Sam e Dean espalharam a notícia para outros caçadores, enquanto Bobby diz a Mary como, desde que ele perdeu Daniel, caçar é tudo que ele tem. Mary e Bobby tiram um ano sabático na cabana de Donna Hanscum para Bobby se curar e encontrar outra coisa para viver. |              |                              |                     |                                    |                        |                  |                     |
| 293 | 6            | "Optimism"                   | Richard Speight Jr. | Steve Yockey                       | 15 de novembro de 2018 | T13.21156        | 1.48                |
| Jack convence Dean a trabalhar com ele no caso de um jovem assassinado misteriosamente em McCook, Nebraska. Dean e Jack descobrem que a bibliotecária local, Harper Sayles, tem um histórico ruim com homens e suspeitam que ela seja amaldiçoada. O culpado acaba sendo o ex-namorado de Harper, Vance, que é um zumbi, enquanto Harper é a necromante que o ressuscitou e tem como alvo seus namorados potenciais para alimentar Vance. Dean e Jack conseguem matar Vance, mas Harper escapa e desenvolve uma obsessão por Jack. O caso convence Dean a dar a Jack uma chance de ser um caçador. Ao mesmo tempo, Sam trabalha em um caso com Charlie Bradbury em Memphis, Tennessee. Os dois determinam que estão lidando com um monstro insetóide desonesto conhecido como musca e matam o monstro, resgatando sua última vítima. Ao longo da caçada, Charlie revela muitas das diferenças entre ela e Charlie que os Winchesters conheceram e expressa o desejo de deixar a caça após o caso e sair pelo mundo por conta própria. A tosse estranha de Jack persiste e quando ele tosse na frente de Dean, ele desmaia de repente e também sangra pelo nariz e pela boca. |              |                              |                     |                                    |                        |                  |                     |
| 294 | 7            | "Unhuman Nature"             | John F. Showalter   | Brad Buckner e Eugenie Ross-Leming | 29 de novembro de 2018 | T13.21157        | 1.49                |
| Rowena determina que a condição de Jack é o resultado de seu lado humano e anjo atacando um ao outro sem que sua graça mantenha o equilíbrio. Sam decide entrar em contato com um xamã chamado Sergei para obter ajuda, enquanto Jack decide viver o resto de sua vida ao máximo com a ajuda de Dean, que exibe misteriosas crises de tontura. Sergei fornece a Castiel um pouco da graça de Gabriel e um feitiço para consertar a condição de Jack em troca dos Winchesters devendo um favor a ele. Rowena executa o feitiço, mas Jack só fica pior com Sergei dizendo a Castiel que era um experimento. Rowena proclama que não há nada mais que eles possam fazer por Jack, exceto estar lá para ele enquanto ele morre. Com base nas informações que aprendeu com seu ex-vizinho Arty, Nick rastreia um ex-policial chamado Frank Kellogg e o tortura para obter informações sobre os assassinatos de sua família. Frank revela que ele assassinou a família de Nick depois de encontrar um homem chamado Abraxas, que Nick percebe ser um demônio que possuiu Frank para cometer os assassinatos. Nick então golpeia Frank até a morte com um martelo. Tendo percebido que ele gostava de ser o recipiente de Lucifer, Nick ora para o arcanjo, fazendo com que uma figura esquelética com olhos vermelhos surja do Vazio. |              |                              |                     |                                    |                        |                  |                     |
| 295 | 8            | "Byzantium"                  | Eduardo Sanchez     | Meredith Glynn                     | 6 de dezembro de 2018  | T13.21158        | 1.53                |
| Jack morre de sua condição, deixando os Winchesters e Castiel de luto. Em uma tentativa de salvar Jack, Sam contata a especialista em anjos Lily Sunder, agora uma velha, que sugere que eles podem ressuscitar Jack e curá-lo com sua magia, que usará o poder da própria alma de Jack para sustentá-lo. Em troca, Lily pede aos Winchesters e Castiel para garantir sua admissão no céu. Lily explica que ela ainda tem um pedaço de sua alma sobrando e ela quer ir para o céu para garantir que ela se reunirá com sua filha. Os Winchesters convocam Anúbis, que determina que Lily irá para o Inferno e explica que as escolhas que uma pessoa faz na vida determinam seu destino final. Apesar disso, Dean convence Lily a ajudá-los. No céu, Jack é perseguido por uma força negra e se reencontra com sua mãe Kelly Kline. Como parte de seu plano, Castiel viaja para o céu, onde descobre com Naomi que a entidade do Vazio veio em busca da alma de Jack. Com os anjos sendo consumidos pela entidade, Castiel localiza Jack, apenas para ficar cara a cara com a entidade. Castiel faz um acordo com a entidade para se levado no lugar de Jack, um acordo que a entidade opta por não cobrar imediatamente. Em agradecimento, Naomi fornece a Castiel a localização de Michael. Castiel e Lily conseguem ressuscitar Jack, mas o esforço faz com que Lily sofra um ataque cardíaco fatal. Lily é julgada digna do Céu por Anúbis e pode finalmente se reunir com sua filha. |              |                              |                     |                                    |                        |                  |                     |
| 296 | 9            | "The Spear"                  | Amyn Kaderali       | Robert Berens                      | 13 de dezembro de 2018 | T13.21159        | 1.43                |
| Tendo localizado o gerador de pulso hiperbólico, Arthur Ketch o envia aos Winchesters. Ao mesmo tempo, Garth vai disfarçado entre os monstros de Michael e descobre que Michael, agora em uma casca feminina, tem monstros prontos para transformar toda a população de Kansas City, Missouri em seu exército de monstros. Garth avisa Sam, mas é forçado a aceitar as melhorias de Michael. Enquanto Sam e Jack vão atrás do gerador de pulso hiperbólico, Dean e Castiel vão atrás de Kaia, que fornece a eles sua lança em troca de ajudá-la a voltar para casa no The Bad Place depois que Michael é derrotado. Ao mesmo tempo, Michael destrói o gerador de pulso hiperbólico e rapta Jack. Sam é capaz de resgatar Jack, mas Garth cai sob a influência e ataques de Michael, forçando Sam a subjugá-lo. Reunidos, Sam, Dean, Jack e Castiel lançam um ataque a Michael com a lança de Kaia. Dean parece prestes a matar Michael quando o arcanjo de repente o possui e destrói a arma. Michael triunfantemente anuncia que Dean se foi e dá a seu exército o sinal para atacar. |              |                              |                     |                                    |                        |                  |                     |
| 297 | 10           | "Nihilism"                   | Amanda Tapping      | Steve Yockey                       | 17 de janeiro de 2019  | T13.21160        | 1.44                |
| Sam, Castiel e Jack conseguem prender Michael usando as algemas angelicais, mas ele convoca vários monstros para resgatá-lo. Sam tenta fazer com que a Reaper Violet os transporte para um local seguro e, apesar de seus protestos, Sam, Castiel, Jack e Michael são repentinamente teletransportados para o bunker, onde Sam recebe a mensagem de Maggie de que todos os monstros de Michael interromperam seu ataque ao Kansas City, Missouri e estão indo para o bunker. Lembrando-se de como Crowley ajudou Sam a expulsar Gadreel de sua mente, Sam e Castiel usam o dispositivo de ligação mental dos Homens de Letras Britânicos para entrar na mente de Dean e fazê-lo expulsar Michael enquanto Jack permanece para defender o bunker. Sam e Castiel encontram Dean vivendo uma existência diferente, onde ele é dono de um bar com Pamela Barnes e é feliz. Depois de conseguirem fazer com que Dean se lembre da verdade, Michael ataca e avisa que Dean morrerá se for forçado a sair. Em vez disso, Dean, Sam e Castiel prendem Michael na mente de Dean. Ao mesmo tempo, vários monstros atacam o bunker e Jack usa o poder de sua alma para destruí-los. Depois que Michael é preso, o exército de Michael aparentemente se dispersa com Michael incapaz de controlá-los mais. Castiel avisa Jack sobre as ramificações de usar sua alma dessa maneira, enquanto Michael continua a lutar para se livrar do controle de Dean. Dean é visitado por Billie, que revela que ela resgatou Sam e os outros dos monstros de Michael. Billie avisa Dean que todas as versões de seu destino, exceto uma, agora têm Michael se libertando e usando Dean para destruir o mundo. Billie mostra a Dean o único destino em que Michael falha, deixando Dean chocado com o que ela revela que deve ser feito. |              |                              |                     |                                    |                        |                  |                     |
| 298 | 11           | "Damaged Goods"              | Phil Sgriccia       | Davy Perez                         | 24 de janeiro de 2019  | T13.21161        | 1.44                |
| Agindo de forma estranha, Dean sai do bunker para visitar Mary e Donna sozinho e começa a construir algo na oficina da cabana de Donna. Mary percebe e alerta Sam, que viaja para Hibbing, Minnesota para confrontar seu irmão. Ao mesmo tempo, Nick continua sua sangrenta onda de vingança procurando por Abraxas que ele descobre que foi capturado por Mary Winchester enquanto massacrava uma tropa de escoteiras. Nick sequestra Mary e a força a levá-lo a uma unidade de armazenamento onde Abraxas está preso em uma caixa de quebra-cabeça Enochiana. Com a ajuda de Donna, os Winchesters rastreiam Nick enquanto ele solta Abraxas que possui um segurança que Nick sequestrou. Nick liberta Abraxas de uma armadilha do diabo quando confrontado pelos Winchesters e Abraxas revela que matou a família de Nick por ordem de Lucifer. Nick mata Abraxas com uma lâmina de anjo, obtendo sua vingança e é preso por Donna por sua onda de assassinatos. Nick justifica suas ações como sendo necessárias para vingar sua família, enquanto Sam se desculpa por não ter sido capaz de salvá-lo. Dean revela a Sam que ele construiu uma caixa que pode conter permanentemente até um arcanjo, já que de acordo com Billie, é a única maneira de impedir que Michael escape. O plano de Dean é se prender com Michael para a eternidade no fundo do oceano, e Sam relutantemente concorda em ajudá-lo. |              |                              |                     |                                    |                        |                  |                     |
| 299 | 12           | "Prophet and Loss"           | Thomas J. Wright    | Brad Buckner e Eugenie Ross-Leming | 31 de janeiro de 2019  | T13.21162        | 1.40                |
| Ainda sob custódia, Nick foge e retorna para sua antiga casa em Pike Creek, Delaware, onde Nick encontra o fantasma de sua esposa Sarah. Sarah revela que ela está presa pela incapacidade de Nick de deixar Lucifer e os negócios inacabados que isso causa a ela. Nick continua incapaz de deixar Lucifer partir, nem mesmo para libertar sua esposa e parte para continuar sua busca pelo arcanjo. Ao mesmo tempo, Sam continua tentando dissuadir Dean de seu plano enquanto o convence a aceitar o caso de um estranho assassinato duplo em Fort Dodge, Iowa. Sam e Dean descobrem que o assassino é um profeta malformado, Tony Alvarez, criado pelo estado atual de Donatello Redfield entre a vida e a morte. Acreditando que ele ouve a voz de Deus, Tony tem cometido retribuições divinas antes de cometer suicídio quando Sam e Dean o pegam. Para evitar mais corrupção da linha de Profetas, os Winchesters e Castiel decidem relutantemente que devem remover o cérebro morto de Donatello do suporte de vida e acabar com sua vida. No entanto, é descoberto que a mente de Donatello está tentando se reconstruir, que é o que Tony realmente ouviu. Castiel é capaz de despertar Donatello, que permanece sem alma, mas não está mais distorcido e corrompido. Sam e Castiel conseguem convencer Dean a tentar encontrar outra maneira, deixando seu plano como último recurso. |              |                              |                     |                                    |                        |                  |                     |
| 300 | 13           | "Lebanon"                    | Robert Singer       | Andrew Dabb e Meredith Glynn       | 7 de fevereiro de 2019 | T13.21163        | 1.64                |
| Investigando o assassinato de um caçador amigo deles, Sam e Dean ficam com uma coleção de itens ocultos de uma loja de penhores, incluindo uma caixa de charutos contendo o fantasma de John Wayne Gacy e uma pérola chinesa que concede o maior desejo do titular. Dean tenta usar a pérola para se livrar de Michael, mas invoca inadvertidamente John Winchester de 2003. Enquanto os Winchesters estão inicialmente emocionados por ter sua família reunida, a remoção de John de 2003 altera a linha do tempo, criando um mundo onde Sam dirige um escritório de advocacia e é famoso na Internet, Dean é um procurado serial killer e Castiel ainda é um soldado inquestionável e leal do céu. Castiel chega em Lebanon, Kansas com Zachariah para investigar as mudanças na história, levando a um conflito que termina com Zachariah morto por Sam e Castiel banido. Embora relutante, a família Winchester decide que deve destruir a pérola e enviar John de volta a 2003 para evitar que a nova linha do tempo se torne realidade. Depois de um adeus emocionado, John volta ao seu tempo, deixando-o pensando que a experiência foi apenas um sonho enquanto a história se restaura ao normal. |              |                              |                     |                                    |                        |                  |                     |
| 301 | 14           | "Ouroboros"                  | Amyn Kaderali       | Steve Yockey                       | 7 de março de 2019     | T13.21164        | 1.28                |
| Os Winchesters, Castiel, Jack e Rowena trabalham juntos para caçar um monstro que paralisa e devora pessoas em vários estados. Eles eventualmente determinam que estão lidando com uma Górgona que é incapaz de ver Castiel e Jack com seus poderes de clarividência, pois eles não são humanos. Castiel e Jack tentam emboscar a górgona, mas não conseguem derrotá-lo. Quando os Winchesters intervêm, Dean fica inconsciente antes de Jack conseguir matar a górgona. Enquanto a família e os amigos de Dean tentam encontrar uma maneira de ajudá-lo, seu estado permite que Michael escape de sua mente e Michael força Rowena a se tornar sua nova casca, massacrando brutalmente vários caçadores. Aproveitando o poder de sua alma, Jack consegue exorcizar Michael de Rowena e destrói o arcanjo, absorvendo sua graça. Jack anuncia para seus amigos atordoados que Michael está morto e Jack recuperou seus próprios poderes, exibindo suas asas como prova. |              |                              |                     |                                    |                        |                  |                     |
| 302 | 15           | "Peace of Mind"              | Phil Sgriccia       | Steve Yockey e Meghan Fitzmartin   | 14 de março de 2019    | T13.21166        | 1.51                |
| Perturbado com a recente transformação de Jack e preocupado com quanto de sua alma humana restou após sua batalha com Michael, Dean leva Jack para falar com Donatello baseado na própria experiência do profeta de perder sua alma, enquanto Sam e Castiel investigam um relato de um homem que a cabeça explodiu. Rastreando a vítima de volta à sua cidade natal, Sam e Castiel descobrem que a cidade inteira está essencialmente presa aos anos cinquenta, com as modas e atitudes morais que a acompanham, a ponto de Sam cair sob a influência e tomar o lugar do homem morto. Com Castiel imune devido ao seu status angelical, ele determina que o culpado é o prefeito da cidade Chip Harrington, que usou seus poderes psíquicos para forçar sua imagem de uma existência ideal no resto da cidade. Castiel é capaz de quebrar a influência de Chip sobre Sam e sua filha Sunny, em seguida, prende Chip em sua própria mente, onde ele viverá o resto de sua vida em sua ilusão. Enquanto isso, Jack fala com Donatello, admitindo que não tem certeza de quanto de sua alma humana resta, mas Donatello o encoraja a fazer o que ele faz e julgar suas ações de uma perspectiva moral com base nos melhores homens que conhece. Jack declara Sam e Dean como sua influência, mas depois mata a cobra de estimação da Górgona, que ele havia tomado como sua, para que pudesse se reunir com seu mestre. |              |                              |                     |                                    |                        |                  |                     |
| 303 | 16           | "Don't Go in the Woods"      | John Fitzpatrick    | Davy Perez e Nick Vaught           | 21 de março de 2019    | T13.21165        | 1.46                |
| Em Polk City, Iowa, um jovem casal é atacado por um monstro que mata a garota. Sam descobre que houve pelo menos cinquenta e quatro desaparecimentos na área desde 1943, eles vão investigar mas os Winchesters decidem deixar Jack para trás no bunker. Sam e Dean descobrem que estão enfrentando um monstro lendário chamado Kohonta, que o xerife local revela ser um homem que foi amaldiçoado pelos nativos americanos por se envolver em canibalismo. Os Winchesters e o xerife matam o kohonta e conseguem salvar o filho do xerife. Sam encoraja o xerife a contar a verdade ao filho, ainda se recuperando da perda dos caçadores assassinados por Michael. Ao mesmo tempo, Jack faz amizade com as crianças locais que aprenderam a verdade sobre o sobrenatural após encontrar o fantasma do infame serial killer John Wayne Gacy. As tentativas de Jack de se exibir fazem com que ele quase mate Stacy com uma lâmina de anjo. Embora Jack cure Stacy, as brincadeiras de Jack assustam seus novos amigos. Depois, os Winchesters admitem a verdade para Jack sobre o porquê de terem deixarado ele para trás, e Jack mente sobre o que fez enquanto eles estavam fora. |              |                              |                     |                                    |                        |                  |                     |
| 304 | 17           | "Game Night"                 | John F. Showalter   | Meredith Glynn                     | 4 de abril de 2019     | T13.21167        | 1.25                |
| Nick captura Donatello e força os Winchesters a relutantemente trabalhar com ele para salvar seu amigo. Eventualmente, Nick desiste de Donatello, mas Jack percebe que Nick injetou em Donatello graça de anjo. Nick revela que tem trabalhado com demônios para ressuscitar Lucifer que está acordado no Vazio devido à oração de Nick, aumentando as habilidades do Profeta Donatello para alcançar o arcanjo que forneceu a Nick um ritual que requer o sangue de Jack. Nick fere Sam gravemente e foge enquanto Dean mata os demônios e resgata Donatello. Enquanto Nick abre um portal para o Vazio e libera Lucifer, Jack e Mary correm para detê-lo; Jack bane Lucifer de volta para o Vazio e mata Nick brutalmente por suas ações. Enquanto isso, Castiel e Anael tentam entrar em contato com Deus para ajudar a restaurar a alma de Jack, rastreando um homem chamado Matusalém. Castiel encontra o amuleto e tenta entrar em contato com Deus, mas nada acontece. Sem outra escolha, Castiel planeja finalmente admitir para os Winchesters que a alma de Jack se foi completamente. Depois de curar os ferimentos de Sam, Jack é confrontado por Mary perturbada, fazendo-o gritar com ela e chamá-la pelo nome em um tom preocupado enquanto o episódio escurece, sugerindo que Jack fez algo com ela. |              |                              |                     |                                    |                        |                  |                     |
| 305 | 18           | "Absence"                    | Nina Lopez-Corrado  | Robert Berens                      | 11 de abril de 2019    | T13.21168        | 1.47                |
| Depois de matar acidentalmente Mary Winchester, Jack começa a alucinar Lucifer falando com ele. Ao mesmo tempo, os Winchesters descobrem o corpo de Nick e descobrem com Rowena que Mary está morta. Castiel tenta viajar para o céu para encontrar a alma de Mary para uma ressurreição enquanto Jack se aproxima de Rowena para usar um feitiço para ressuscitar Mary. Apesar dos avisos de Rowena de que não seria possível ressuscitá-la, pois Mary não deixou nenhum corpo para trás, Jack tenta o feitiço, mas só consegue trazer de volta o corpo sem vida de Mary. Depois de ser interceptado por Dumah, Castiel descobre que Mary está em paz em um paraíso especial com John. Abatidos pela dor, os Winchesters e Castiel dão a Mary um funeral de caçadora, enquanto a alucinação de Lucifer de Jack tenta convencê-lo de que ele não pode mais confiar nos Winchesters. |              |                              |                     |                                    |                        |                  |                     |
| 306 | 19           | "Jack in the Box"            | Robert Singer       | Brad Buckner e Eugenie Ross-Leming | 18 de abril de 2019    | T13.21169        | 1.28                |
| Após a morte de Mary, os Winchesters e Castiel começam a caçar Jack, que está sendo manipulado por Dumah, que agora governa o Céu após derrotar Naomi. Dumah começa a usar Jack para estabelecer um reino de terror sobre a Terra, levando os humanos à submissão, removendo todo o senso de misericórdia do céu e tentando criar mais anjos. Depois de saber o que Jack tem feito, Castiel enfrenta uma Dumah impenitente no céu. Depois que ela ameaça ferir as almas de John e Mary Winchester, Castiel mata Dumah com sua lâmina de anjo e termina seu reinado de terror. Ao mesmo tempo, os Winchesters fazem com que Jack volte e o leve para a caixa Ma'lak, com a intenção de prendê-lo. Quando Castiel retorna, horrorizado com o que eles fizeram, Jack se liberta da Caixa Ma'lak instigado por sua alucinação de Lucifer. |              |                              |                     |                                    |                        |                  |                     |
| 307 | 20           | "Moriah"                     | Phil Sgriccia       | Andrew Dabb                        | 25 de abril de 2019    | T13.21170        | 1.30                |
| Depois de fugir do bunker, Jack coloca todos no mundo sob um controle mental, onde eles dizem a verdade o tempo todo. Ele visita seus avós, que descobrem que Jack mentiu sobre sua mãe na última vez em que o visitou. Enquanto os Winchesters tentam rastrear Jack, Deus aparece após ouvir a oração de Castiel e reverte as ações de Jack. Deus os avisa que Jack é uma grave ameaça com a qual eles devem lidar. Deus fornece a eles uma arma que pode matar Jack, mas também matará o atirador ao mesmo tempo. Sam começa a suspeitar dos motivos de Deus. Dean confronta Jack em um cemitério, mas não consegue matar Jack, que aceita seu destino. Deus revela que ele tem manipulado a situação como uma história que ele escreve e está furioso com o fracasso de Dean em matar Jack. Depois que ele é confrontado por seus atos, Deus mata Jack e as tentativas de Sam de matar Deus falham. Enfurecido por sua audácia, Deus decide acabar com o mundo e transforma o mundo em trevas. Ele libera as almas do Inferno sobre o mundo com Sam, Dean e Castiel sendo cercados por um exército de zumbis. Ao mesmo tempo, Jack acorda no Vazio, onde é saudado pela Sombra e Billie. Billie diz a Jack que eles precisam conversar sobre a situação atual. |              |                              |                     |                                    |                        |                  |                     |

## Produção
Em 2 de abril de 2018, The CW renovou a série para uma décima quarta temporada. Em junho, foi revelado que a décima quarta temporada conteria apenas 20 episódios, a temporada mais curta da série desde a terceira temporada, que teve apenas 16 episódios devido à greve dos roteiristas dos Estados Unidos de 2007–2008. As filmagens da temporada começaram em 10 de julho de 2018 e foram concluídas em 26 de março de 2019. Com Lucifer sendo morto no final da décima terceira temporada, o ator Mark Pellegrino interpretou o papel de Nick, a antiga casca de Lucifer.

## Recepção

### Resposta da crítica
O site agregador de críticas Rotten Tomatoes relata um índice de aprovação de 82% para a décima quarta temporada de Supernatural, com uma classificação média de 7.5/10 baseada em 11 avaliações. O consenso dos críticos do site diz: "Supernatural continua cativante apesar de sua longevidade quase assustadora, pacientemente distribuindo novos desafios paranormais em uma temporada que leva tempo para refletir sobre uma mudança sísmica na dinâmica do conjunto."

### Audiência
| №  | Título                       | Exibição original      | Rating/share (18–49) | Audiência (em milhões) | DVR (18–49) | Audiência em DVR (milhões) | Total (18–49) | Audiência total (em milhões) |
| -- | ---------------------------- | ---------------------- | -------------------- | ---------------------- | ----------- | -------------------------- | ------------- | ---------------------------- |
| 1  | "Stranger in a Strange Land" | 11 de outubro de 2018  | 0.5/2                | 1.49                   | 0.3         | 0.95                       | 0.8           | 2.45                         |
| 2  | "Gods and Monsters"          | 18 de outubro de 2018  | 0.5/2                | 1.53                   | 0.3         | 0.95                       | 0.8           | 2.49                         |
| 3  | "The Scar"                   | 25 de outubro de 2018  | 0.4/2                | 1.39                   | 0.3         | 0.83                       | 0.7           | 2.23                         |
| 4  | "Mint Condition"             | 1 de novembro de 2018  | 0.4/2                | 1.46                   | 0.3         | 0.75                       | 0.7           | 2.21                         |
| 5  | "Nightmare Logic"            | 8 de novembro de 2018  | 0.3/1                | 1.43                   | 0.3         | 0.86                       | 0.6           | 2.21                         |
| 6  | "Optimism"                   | 15 de novembro de 2018 | 0.4/2                | 1.48                   | 0.4         | 0.86                       | 0.8           | 2.34                         |
| 7  | "Unhuman Nature"             | 29 de novembro de 2018 | 0.4/2                | 1.49                   | 0.3         | 0.90                       | 0.7           | 2.39                         |
| 8  | "Byzantium"                  | 6 de dezembro de 2018  | 0.5/2                | 1.53                   | 0.3         | 0.83                       | 0.8           | 2.36                         |
| 9  | "The Spear"                  | 13 de dezembro de 2018 | 0.4/2                | 1.43                   | 0.3         | 0.80                       | 0.7           | 2.23                         |
| 10 | "Nihilism"                   | 17 de janeiro de 2019  | 0.4/2                | 1.44                   | 0.3         | 0.90                       | 0.7           | 2.34                         |
| 11 | "Damaged Goods"              | 24 de janeiro de 2019  | 0.4/2                | 1.44                   | 0.3         | 0.92                       | 0.7           | 2.36                         |
| 12 | "Prophet and Loss"           | 31 de janeiro de 2019  | 0.4/2                | 1.40                   | 0.3         | 0.88                       | 0.7           | 2.28                         |
| 13 | "Lebanon"                    | 7 de fevereiro de 2019 | 0.5/2                | 1.64                   | 0.4         | 0.98                       | 0.9           | 2.62                         |
| 14 | "Ouroboros"                  | 7 de março de 2019     | 0.4/2                | 1.28                   | 0.3         | 0.89                       | 0.7           | 2.17                         |
| 15 | "Peace of Mind"              | 14 de março de 2019    | 0.4/2                | 1.51                   | 0.3         | 0.91                       | 0.7           | 2.42                         |
| 16 | "Don't Go in the Woods"      | 21 de março de 2019    | 0.4/2                | 1.46                   | 0.3         | 0.94                       | 0.7           | 2.40                         |
| 17 | "Game Night"                 | 4 de abril de 2019     | 0.3/2                | 1.25                   | 0.3         | 0.92                       | 0.7           | 2.17                         |
| 18 | "Absence"                    | 11 de abril de 2019    | 0.4/2                | 1.47                   | 0.3         | 0.75                       | 0.7           | 2.23                         |
| 19 | "Jack in the Box"            | 18 de abril de 2019    | 0.3/2                | 1.28                   | 0.4         | 0.83                       | 0.7           | 2.11                         |
| 20 | "Moriah"                     | 25 de abril de 2019    | 0.3/2                | 1.30                   | 0.3         | 0.86                       | 0.6           | 2.16                         |

## Lançamento em DVD
| Supernatural: The Complete Fourteenth Season | | | | | |
| Detalhes do DVD | Detalhes do DVD | Detalhes do DVD | Características Especiais | Características Especiais | Características Especiais |
| - 20 episódios - 3 discos (Blu-Ray), 5 discos (DVD) - Áudio em Inglês (Dolby Digital 5.1 Surround) - Hard of Hearing Legendas: Inglês - Legendas: Francês e Espanhol | - 20 episódios - 3 discos (Blu-Ray), 5 discos (DVD) - Áudio em Inglês (Dolby Digital 5.1 Surround) - Hard of Hearing Legendas: Inglês - Legendas: Francês e Espanhol | - 20 episódios - 3 discos (Blu-Ray), 5 discos (DVD) - Áudio em Inglês (Dolby Digital 5.1 Surround) - Hard of Hearing Legendas: Inglês - Legendas: Francês e Espanhol | - Supernatural Homecoming: Exploring Episode 300 - Winchester Mythology: The Choices We Make - Supernatural: 2018 Comic-Con Panel - Comentários em áudio - Cenas deletadas - Erros de gravação | - Supernatural Homecoming: Exploring Episode 300 - Winchester Mythology: The Choices We Make - Supernatural: 2018 Comic-Con Panel - Comentários em áudio - Cenas deletadas - Erros de gravação | - Supernatural Homecoming: Exploring Episode 300 - Winchester Mythology: The Choices We Make - Supernatural: 2018 Comic-Con Panel - Comentários em áudio - Cenas deletadas - Erros de gravação |
| Datas de lançamento | | | | | |
| Região 1 | Região 1 | Região 2 | Região 2 | Região 4 | Região 4 |
| 10 de setembro de 2019 | 10 de setembro de 2019 | 24 de agosto de 2020 | 24 de agosto de 2020 | 11 de setembro 2019 | 11 de setembro 2019 |